# La-Trinidad-Wüstenkärpfling
Der La-Trinidad-Wüstenkärpfling (Cyprinodon inmemoriam) (Englisch: La Trinidad Pupfish; Spanisch: Cachorrito de la Trinidad) ist eine ausgestorbene Süßwasserfischart aus der Gattung der Wüstenkärpflinge (Cyprinodon). Sie ist nur von einem einzigen Männchen bekannt, das am 17. März 1984 in der Quelle Ojo la Trinidad bei Aramberri im mexikanischen Bundesstaat Nuevo León gefangen wurde. Das Artepitheton inmemoriam bezieht sich auf die Tatsache, dass die Art bereits ausgestorben war, als sie 1993 beschrieben wurde.

## Merkmale
Das einzige Exemplar hat eine Gesamtlänge von 7,5 cm. Die vierte Ceratobranchiale hat bis zu vier Zähne, mindestens einen auf jeder Seite. Die Länge des kurzen Oberkiefers ist 0,68 Mal in der Länge der Afterflossenbasis enthalten. Die postdorsale (Distanz der Rückenflosse bis zum Schwanzflossenstiel) und postanale (Distanz der Afterflosse bis zum Schwanzflossenstiel) Länge ist 0,8 Mal in der Länge des Schwanzflossenstiels enthalten. Kopf und Körper sind graublau. Streifen sind nicht vorhanden. Der Augendurchmesser ist 1,2 Mal in der Länge der Afterflossenbasis vorhanden. Die Kopflänge ist 3 Mal in der Standardlänge vorhanden. Die Länge der kurzen Analflossenbasis ist 3,3 mal in der Kopflänge vorhanden. Die kurze Rückenflosse erreicht das vordere Drittel des Schwanzflossenstiels.

## Lebensraum
Die Quelle Ojo la Trinidad umfasste ursprünglich eine Fläche von 10.000 m². Zum Zeitpunkt der Entdeckung des La-Trinidad-Wüstenkärpflings war sie nur noch 1 bis 2 m tief und wurde durch Regen gespeist. Eine Vegetation fehlte und der Grund war schlammig. Seit Oktober 1985 ist sie ausgetrocknet. Das Wasser war farblos und die Wassertemperatur betrug 19 °C.

## Aussterben
Cyprinodon inmemoriam gilt als ausgestorben, nachdem Suchen nach der Art seit 1984 erfolglos blieben.